# Mutnedjmet (dinastia XXI)
Mutnedjmet ("Estimada de Mut") va ser una princesa i reina egípcia de la dinastia XXI. Va ser la Gran esposa reial del seu germà Psusennes I.

## Biografia
| t | mwt | nDm | M · Y1 · t |

| t | mwt | nDm | M · Y1 · t |

En general s'assumeix que era la mare del faraó Amenemope, tot i que no hi ha proves genealògiques que ho demostrin; aquesta afirmació es basa principalment en el fet que Amenemope va ser el successor del seu mariy al tron. Que ella fos la mare del príncep hereu Ramsès-Ankhefenmut. ha estat qüestionat i avui es considera poc probable.
Era filla del Summe Sacerdot d'Amon Pinedjem I, que havia estat el governant de facto del sud d'Egipte des de l'any 1070 aC, per després haver estat proclamat faraó l'any 1054 aC. La seva mare era Duathathor-Henuttaui, segurament una filla de Ramsès XI, darrer governant de la dinastia XX. Tres dels seus germans es van succeir com a Summes Sacerdots d'Amon i una germana, Maatkare, es va convertir en Esposa del Déu Amon.

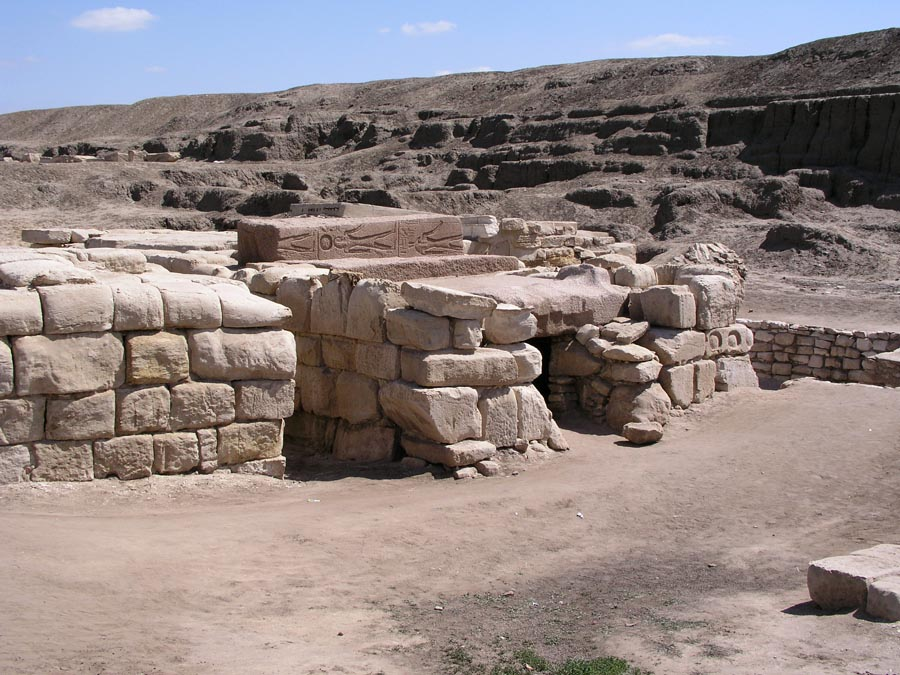
Tombes reials de Tanis, on també va ser enterrada la reina Mutnedjemet.

Va ser enterrada a la tomba del seu marit a Tanis, en una cambra paral·lela a la seva. La seva cambra funerària va ser posteriorment usurpada pel rei Amenemope, però el seu nom i alguns dels seus títols van sobreviure, principalment els del costat del sarcòfag que estava encarat cap a la paret. L'egiptòleg francès Pierre Montet va proposar que una representació de Mutnedjmet a la paret de la cambra funerària podria haver estat usurpada i reconvertida en una deessa quan convertir l'escena en una representació d'Amenemope havia resultat en el seu moment massa feina. El parador actual de la seva mòmia segueix sent desconegut. Diversos dels seus articles funeraris es troben ara al Museu Egipci del Caire.

## Títols
Els seus títols coneguts van ser:
- Filla del rei del seu cos
- Germana del Rei
- Gran Esposa Reial
- Senyora de les Dues Terres
- Segona profetessa d'Amon a Tanis.